# Phineas Gage
Phineas P. Gage (Lebanon, 9 de julho de 1823 – São Francisco, 21 de maio de 1860) foi um operário americano que, num acidente com explosivos, teve seu cérebro perfurado por uma barra de metal, sobrevivendo apesar da gravidade do acidente.
Após o ocorrido, Phineas, que aparentemente não tinha sequelas, apresentou uma mudança acentuada de comportamento, sendo objeto para estudos de caso muito conhecidos entre neurocientistas.

## Acidente
Às 16h30 de 13 de setembro de 1848 um grupo de operários estava dinamitando um rochedo para construir uma estrada de ferro. Gage foi o encarregado de colocar a pólvora para dentro de um profundo buraco aberto na rocha. No momento em que ele pressionou a pólvora para o buraco, o atrito fez uma faísca, fazendo-a explodir.
A explosão resultante projetou a barra, de 1 metro e meio de comprimento, contra seu crânio em alta velocidade. Esta barra entrou pela bochecha esquerda destruindo seu olho, atravessando, na sequência, a parte frontal do cérebro e saindo pelo topo do crânio, do lado direito

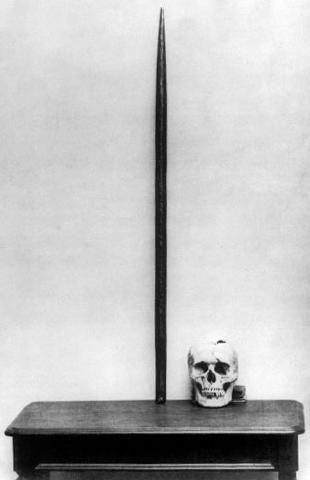
Comparação entre a barra de metal e o crânio de Gage

Gage surpreendentemente permaneceu consciente imediatamente depois do acidente. Sendo levado ao médico local, John Harlow, que o socorreu.
Incrivelmente, ele estava falando e podia até caminhar. Perdeu muito sangue, mas depois de alguns problemas de infecção ele não só sobreviveu à lesão, como também se recuperou fisicamente muito bem.

## Vida posterior
Durante três semanas a ferida foi tratada pelos médicos. Em novembro, Gage já podia circular pela vila. Mas estava diferente. Alegadamente teria se transformado num homem de mau gênio, grosseiro, desrespeitoso com os colegas e incapaz de aceitar conselhos. Os seus planos futuristas foram abandonados e ele passou a agir sem pensar nas consequências. A sua transformação foi tão grande que todos diziam que "Gage deixou de ser ele mesmo".
Foi demitido de seu emprego por indisciplina e não conseguiu mais ter um emprego fixo. Chegou a ser atração de circo e até mesmo tentar a vida no Chile, voltando posteriormente aos Estados Unidos. Morreu em vinte e um de maio de 1860.

## Repercussão na neurociência
O caso de Gage é considerado como uma das primeiras evidências científicas que indicavam que a lesão nos lóbulos frontais pode alterar a personalidade, emoções e a interação social. No entanto, o cérebro de Gage só foi estudado quatro anos após sua morte, quando o doutor Harlow descobriu que ele havia falecido e pediu autorização para a sua irmã para exumar o corpo e preservar o crânio.
Antes deste caso os lóbulos frontais eram considerados estruturas silentes (sem função) e sem relação com o comportamento humano.

## Uso teórico indevido
O Gage que aparece nos livros de psicologia contemporânea é simplesmente uma criatura misturada  ... um exemplo impressionante dos usos ideológicos das histórias de casos e de sua reconstrução mitológica.

Rhodri Hayward
Embora Gage seja considerado o "caso índice de mudança de personalidade devido a danos no lobo frontal", a extensão incerta da sua lesão cerebral e a compreensão limitada de suas mudanças comportamentais o tornam "de interesse mais histórico do que neurológico". Assim, Macmillan escreve: "Vale a pena recordar a história de Phineas [principalmente] porque ilustra com que facilidade um pequeno estoque de fatos se transforma em mito popular e científico", a escassez de evidências tendo permitido "a adequação de quase qualquer teoria [desejada] ao pequeno número de fatos que temos". Uma preocupação semelhante foi expressa em 1877, quando o neurologista britânico David Ferrier (escrevendo para Henry Pickering Bowditch, de Harvard, na tentativa de "resolver definitivamente esse caso") reclamou que "Ao investigar relatórios sobre doenças e lesões do cérebro, fico constantemente impressionado com a inexatidão e a distorção a que estão sujeitos por homens que têm alguma teoria predileta para apoiar. Os fatos padecem de maneira assustadora..." Mais recentemente, o neurologista Oliver Sacks refere-se às "interpretações e más interpretações de [Gage] a partir de 1848 para o presente", e Jarrett discute o uso de Gage para promover "o mito, encontrado em centenas de livros de psicologia e neurociência, peças teatrais, filmes, poemas e esquetes do YouTube[:] A personalidade está localizada nos lobos frontais ... e uma vez danificados, a pessoa muda para sempre."

### Localização cerebral
No debate do século XIX, sobre se as várias funções mentais estão localizadas ou não em regiões específicas do cérebro (ver Especialização funcional), ambos os lados conseguiram recrutar Gage para apoiar suas teorias. Por exemplo, depois que Eugene Dupuy escreveu que Gage provou que o cérebro é não localizado (caracterizando-o como um "caso marcante de destruição do chamado centro de fala sem afasia consequente"), Ferrier respondeu usando Gage (junto com as xilogravuras de seu crânio e ferro do artigo de 1868 de Harlow) para apoiar sua tese de que o cérebro é localizado (localizacionismo das funções em áreas cerebrais).

### Frenologia

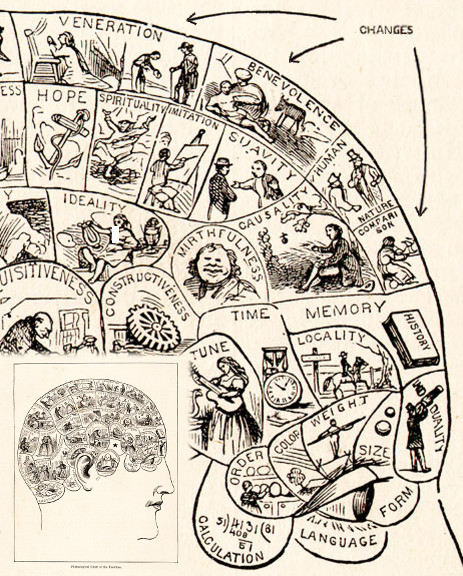
Os frenologistas sustentaram que a destruição dos "órgãos" mentais da Veneração e Benevolência causou mudanças comportamentais de Gage. Harlow pode ter acreditado que o Órgão da Comparação também foi danificado.

Ao longo do século XIX, adeptos da frenologia sustentaram que as mudanças mentais de Gage (sua profanidade, por exemplo) resultaram da destruição de seu "órgão da Benevolência" —‌como os frenologistas o viam, a parte do cérebro responsável por "bondade, benevolência, o caráter gentil ... [e] a dispor homem a conduzir-se de maneira conforme à manutenção da ordem social"—e/ou o 'órgão de Veneração" adjacente—relacionado à religião e Deus, e com o respeito a pares e àqueles que têm autoridade. A frenologia considerou que os órgãos das "paixões mais grosseiras e mais animais estão perto da base do cérebro; literalmente o mais baixo e próximo do homem animal, [enquanto] mais alto e longe do sensual estão os sentimentos morais e religiosos, como se fosse mais próximo do céu". Assim, Veneração e Benevolência estariam no ápice do crânio—a região de saída da barra de ferro de Gage.
Harlow escreveu que Gage, durante sua convalescença, não "calculava com precisão tamanho ou dinheiro[,] não receberia US$ 1 000 por algumas pedrinhas" e não se particularizava sobre preços ao visitar uma loja local; Por esses exemplos, Harlow pode estar implicando danos ao "Órgão de Comparação" da frenologia.

### Psicocirurgia e lobotomia
Afirma-se frequentemente que o que aconteceu com Gage desempenhou um papel no desenvolvimento posterior de várias formas de psicocirurgia—‌ particularmente lobotomia—‌ ou mesmo que o acidente de Gage constituiu "a primeira lobotomia". Fora a questão de por que as mudanças desagradáveis geralmente (se hiperbolicamente) atribuídas a Gage inspirariam imitação cirúrgica, não existe essa ligação, segundo Macmillan: 
Simplesmente não há evidências de que nenhuma dessas operações tenha sido deliberadamente projetada para produzir os tipos de mudanças causadas por seu acidente, nem que o conhecimento do destino de Gage fazia parte da justificativa para elas. O que seu caso demonstrou veio apenas do fato de ele ter sobrevivido ao acidente: grandes operações [como tumores] poderiam ser realizadas no cérebro sem que o resultado fosse necessariamente fatal.

### Hipótese do marcador somático

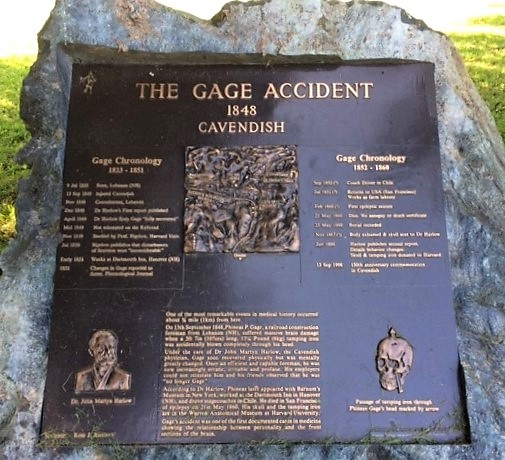
Placa comemorativa, Cavendish, Vermont

Antonio Damasio, em apoio à sua hipótese do marcador somático (relacionando a tomada de decisões às emoções e seus fundamentos biológicos), traça paralelos entre os comportamentos que atribui a Gage e os de pacientes modernos com danos no córtex orbitofrontal e na amígdala. Mas a representação de Gage por Damasio foi severamente criticada, por exemplo por Kotowicz: 
Damasio é o principal perpetrador do mito de Gage, o psicopata ... Damasio muda a narrativa [de Harlow], omite fatos e acrescenta livremente ... Seu relato dos últimos meses de Gage [é] uma fabricação grotesca [insinuante] de que Gage era algum canalha que em seus últimos dias se dirigiu para a Califórnia para beber e brigar até a morte ... Parece que o crescente compromisso com a doutrina das emoções do lobo frontal levou Gage à ribalta e molda como ele é descrito.
Como Kihlstrom disse, "Muitos comentaristas modernos exageram a extensão da mudança de personalidade de Gage, talvez se envolvendo em um tipo de reconstrução retrospectiva baseada no que sabemos agora, ou que pensamos que sabemos, sobre o papel do córtex frontal na autoregulação." Macmillan faz críticas detalhadas às várias apresentações de Antonio Damasio sobre Gage (algumas das quais são trabalho conjunto com Hannah Damasio e outros).

### Geral
- Macmillan, M. The Phineas Gage Information page, School of Psychology, Deakin University, Victoria, Australia, including
  - Macmillan, M. «Phineas Gage: Unanswered questions». Consultado em 2 de outubro de 2009. Arquivado do original em 7 de setembro de 2009
- Fleischman, J. (2002). Phineas Gage: A Gruesome but True Story About Brain Science. [S.l.: s.n.] ISBN 0-618-05252-6 (Aimed at middle-school students)
- Macmillan, M. (2008). «Phineas Gage – Unravelling the myth The Psychologist (British Psychological Society), 21(9): 828–831» 🔗 (PDF)
- Macmillan, M. (2000). An Odd Kind of Fame: Stories of Phineas Gage. [S.l.]: MIT Press. ISBN 0262133636 (Appendices reproduce Harlow 1848 and 1868, Bigelow 1850, and other primary documents, some unavailable elsewhere.)
  - Paperback edition, 2002. ISBN 0-262-63259-4
  - See also Macmillan, Corrections to An Odd Kind of Fame
  - Book review: Seamus Sweeney. «An odd kind of fame». nthposition.com. Consultado em 10 de novembro de 2009. Arquivado do original em 20 de junho de 2012

### Leitura especializada
- Barker, F.G. II (1995) Phineas Among the phrenologists: the American crowbar case and nineteenth-century theories of cerebral localization.  J. Neurosurg 82:672–682
- Bigelow, Henry Jacob (1850). Dr. Harlow's case of Recovery from the passage of an Iron Bar through the Head. American Journal of the Medical Sciences 20: 13–22  (Republished in Macmillan 2000).
- Damasio A.R. (2005). «A Modern Phineas Gage». Descartes' Error: Emotion, Reason, and the Human Brain. [S.l.: s.n.] ISBN 014303622X (First edition: 1994)
- Damasio H., Grabowski T., Frank R., Galaburda AM., Damasio AR (1994). «The return of Phineas Gage: clues about the brain from the skull of a famous patient». Science. 264 (5162): 1102–5. doi:10.1126/science.8178168
- Harlow, John Martyn (1848). "Passage of an iron rod through the head". Boston Medical and Surgical Journal 39: 389–393  (Republished in Journal of Neuropsychiatry and Clinical Neuroscience 11, 281–283; and in Macmillan 2000).
- Harlow, J.M. (1849). Letter in "Medical Miscellany." Boston Medical and Surgical Journal 39: 506–7 (Republished in Macmillan 2000).
- Harlow, J.M. (1868). "Recovery from the Passage of an Iron Bar through the Head." Publications of the Massachusetts Medical Society 2: 327–347 (Republished in Macmillan 2000).
- Ratiu P., Talos I.F., Haker S., Lieberman S., Everett P. (2004). «The tale of Phineas Gage, digitally remastered». Journal of Neurotrauma. 21 (5): 637–43 (Includes video reconstruction of tamping iron passing through Gage's skull.)

### Leitura complementar
- Macmillan, M. (1986). «A wonderful journey through skull and brains: The travels of Mr. Gage's tamping iron». Brain and Cognition. 5 (1): 67–107. doi:10.1016/0278-2626(86)90062-X
- Macmillan, M. (2000). «Restoring Phineas Gage: A 150th retrospective». Journal of the History of the Neurosciences. 9 (1): 42–62. doi:10.1076/0964-704X(200004)9:1;1-2;FT046